# Marokháza
Marokháza település Romániában, Kolozs megyében.

## Fekvése, földrajzi jellemzői
A megye keleti részén, Kolozsvártól kb. 35 km-re, Bonchida mellett található, a Kis-Szamos folyó partján. A település területén sós források találhatók.

## Története
Területén már az őskorban is település állt.
A trianoni békeszerződés előtt Kolozs vármegye kolozsvári járásához tartozott. 1940-ben, a második bécsi döntést követően ezt a települést is visszaítélték Magyarországnak, de 1944-ben újra Románia része lett.

## Lakossága
1910-ben 477 lakosa volt, melyből 452 román, 8 magyar, 17 egyéb nemzetiségű.
2002-ben 109 lakosából 108 román, 1 magyar volt.

## Nevezetes esemény
Az 1883, február 3-án Mócs község közelében történt meteorithullásnak a szórásvidékébe esett Marokháza község is. A település szerepel a Londoni Meteoritkatalógusban is.